# Посуэло, Алехандро
Алехандро Посуэло Мелеро (исп. Alejandro Pozuelo Melero; 20 сентября 1991, Севилья, Испания) — испанский футболист, атакующий полузащитник клуба «Аль-Джазира» (Абу-Даби).

## Карьера

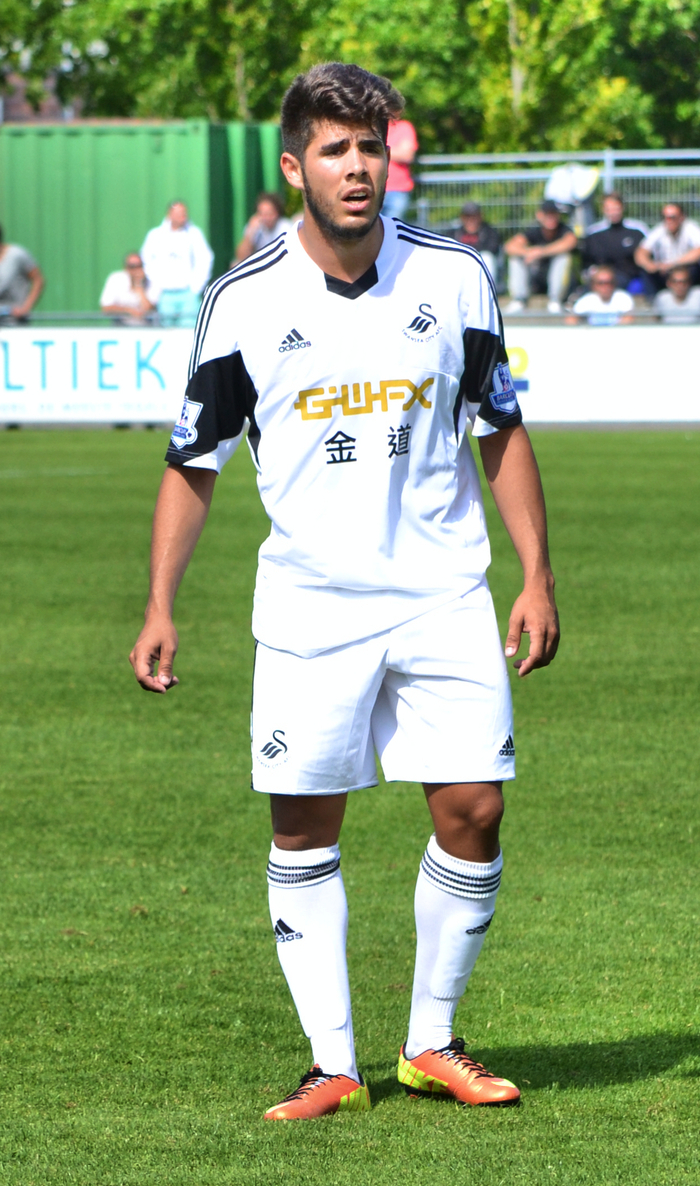
Посуэло в составе «Суонси Сити»

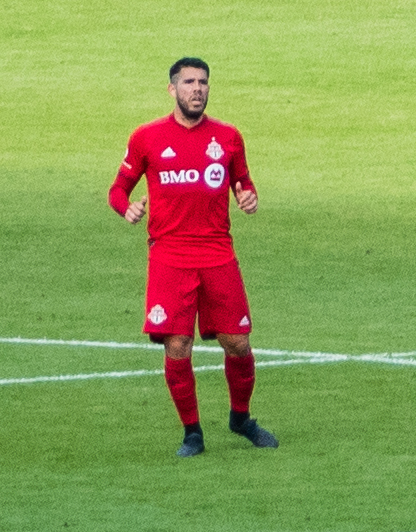
Посуэло в составе «Торонто»

Посуэло — воспитанник клуба «Бетис» из своего родного города. 2 октября 2011 года в матче против «Леванте» он дебютировал в Ла Лиге. 18 декабря поединке против «Атлетико Мадрид» Алехандро забил свой первый гол за «Бетис».
Летом 2013 года Посуэло перешёл в валлийский «Суонси Сити», подписав контракт на три года. Сумма трансфера составила 500 тыс. евро. 25 августа в матче против «Тоттенхэм Хотспур» он дебютировал в английской Премьер-лиге.
Летом 2014 года Посуэло вернулся на родину, став игроком «Райо Вальекано». 14 сентября в матче против «Эльче» он дебютировал за новую команду.
Летом 2015 года Посуэло подписал контракт на два года с бельгийским «Генком». 18 сентября в матче против «Мехелена» он дебютировал в Жюпилер-лиге. 13 марта 2016 года в поединке против «Остенде» Алехандро забил свой первый гол за «Генк». 23 февраля 2017 года в матче Лиги Европы против румынской «Астры» он отметился забитым мячом. 29 ноября 2018 года в поединке Лиги Европы против шведского «Мальмё» Посуэло забил гол.
4 марта 2019 года Посуэло перешёл в канадский клуб MLS «Торонто», подписав контракт по правилу назначенного игрока. В своём дебюте в североамериканской лиге, 29 марта в матче против «Нью-Йорк Сити», он сделал дубль. Посуэло был отобран на Матч всех звёзд MLS 2019, в котором команда звёзд MLS встретилась с испанским «Атлетико Мадрид». По итогам сезона 2019, в котором забил 12 голов и отдал 12 голевых передач, он был включён в символическую сборную MLS. В шести матчах сентября 2020 года Посуэло забил четыре гола и отдал две голевые передачи, за что был назван игроком месяца в MLS. По итогам сезона 2020, в котором забил 9 голов и отдал 10 голевых передач, он был признан самым ценным игроком MLS и был включён в символическую сборную MLS.
7 июля 2022 года Посуэло был продан «Интер Майами» за $150 тыс. в общих распределительных средствах, дополнительные общие распределительные средства в зависимости от достижения им определённых показателей и процент от перепродажи. За «Интер Майами» он дебютировал 16 июля в матче против «Шарлотта». 13 августа в матче против «Нью-Йорк Сити» он забил свои первые голы за «Интер Майами», сделав дубль. По окончании сезона 2022 контракт Посуэло с «Интер Майами» истёк.
3 марта 2023 года Посуэло подписал контракт на полсезона с турецким «Коньяспором». 5 марта в матче против «Гиресунспора» он дебютировал в турецкой Суперлиге. 29 апреля в поединке против «Трабзонспора» Алехандро забил свой первый гол за «Коньяспор».
9 июля 2023 года Посуэло пополнил состав клуба аравийского «Аль-Джазира» (Абу-Даби). В матче против «Ан-Наср» он дебютировал в  чемпионата ОАЭ. В этом же поединке Алехандро забил свой первый гол за «Аль-Джазиру».

## Достижения
Командные
 «Торонто»
- Победитель Первенства Канады: 2020

Индивидуальные
- Самый ценный игрок MLS: 2020
- Член символической сборной MLS: 2019, 2020
- Игрок месяца в MLS: сентябрь 2020
- Участник Матча всех звёзд MLS: 2019